# 吉川天乃
吉川天乃（日语：／ Yoshikawa Sorano，2004年4月30日—），日本女子羽毛球运动员，出生岡山縣，畢業於岡山縣倉敷中央高等学校，現為丸杉羽毛球部選手。

## 簡歷
2022年7月，就讀倉敷中央高等學校三年級的吉川天乃，在全国高等学校综合体育大会羽毛球竞技大会女子單打決賽擊敗猿川優香，為岡山縣贏得56年來首冠。同年10月，吉川天乃代表日本队出战西班牙桑坦德举行的世界青年羽毛球錦標賽。在率先进行的团体赛中，随队赢得铜牌；而在个人方面，她在半决赛以0比2（16-21、19-21）不敌队友宮崎友花，赢得第二枚铜牌。11月，搭檔明地陽菜在斯洛文尼亞未來系列賽奪得女雙冠軍。
2023年3月，吉川天乃高中畢業，並加入丸杉株式會社及其羽毛球部。她在這年贏得2023年瑞典公開賽女雙及馬爾代夫國際系列賽、波蘭國際賽女單冠軍，在越南國際系列賽同時收穫女單、女雙亞軍。

## 主要比賽成績
只列出曾進入準決賽的國際賽事成績：
| 年份   | 賽事                       | 公開賽級別 | 項目     | 搭檔       | 成績   |
| ------ | -------------------------- | ---------- | -------- | ---------- | ------ |
| 2022年 | 世界青年羽毛球錦標賽       | 其他       | 混合團體 | －         | 季軍   |
| 2022年 | 世界青年羽毛球錦標賽       | 其他       | 女子单打 | －         | 季軍   |
| 2022年 | 斯洛文尼亞羽毛球未來系列賽 | 未來系列賽 | 女子雙打 | 明地陽菜   | 冠軍   |
| 2023年 | 瑞典羽毛球公開賽           | 國際系列賽 | 女子雙打 | 川添麻依子 | 冠軍   |
| 2023年 | 馬爾地夫羽毛球國際系列賽   | 國際系列賽 | 女子單打 | －         | 冠軍   |
| 2023年 | 波蘭羽毛球國際賽           | 國際系列賽 | 女子單打 | －         | 冠軍   |
| 2023年 | 越南羽毛球國際系列賽       | 國際系列賽 | 女子单打 | －         | 亞軍   |
| 2023年 | 越南羽毛球國際系列賽       | 國際系列賽 | 女子雙打 | 矢﨑月子   | 亞軍   |
| 2024年 | 哈薩克羽毛球國際挑戰賽     | 國際挑戰賽 | 女子單打 | －         | 準決賽 |
| 2024年 | 奧迪沙羽毛球大師賽         | 超級100賽  | 女子單打 | －         | 準決賽 |

| 2018-2026年 | 總決賽 | 超級1000賽 | 超級750賽 | 超級500賽 | 超級300賽 | 超級100賽 | 國際挑戰賽 | 國際系列賽 | 未來系列賽 | 其他 |

## 外部連結
- 吉川天乃在BWFBadminton.com（英语）
- 吉川天乃在BWF.TournamentSoftware.com（英语）